# ناتاشا ياروفينكو
ناتاليا «ناتاشا» ياروفينكو (لغة أوكرانية: Наталія (Наташа) Яровенко؛ ولدت في 23 يوليو 1979 في أوديسا) ممثلة وعارضة أزياء أوكرانية مقيمة في إسبانيا.
عرفت بدورها في فيلم الرومانسي المثير غرفة في روما (2010)

## روابط خارجية
- ناتاشا ياروفينكو على موقع IMDb (الإنجليزية)
- ناتاشا ياروفينكو على موقع روتن توميتوز (الإنجليزية)
- ناتاشا ياروفينكو على موقع قاعدة بيانات الأفلام العربية
- ناتاشا ياروفينكو على موقع ألو سيني (الفرنسية)
- ناتاشا ياروفينكو على موقع أول موفي (الإنجليزية)
- ناتاشا ياروفينكو على موقع قاعدة بيانات الفيلم (الإنجليزية)
- ناتاشا ياروفينكو على موقع كينوبويسك (الروسية)